# 佐久間賢司
佐久間 賢司（さくま けんじ、1936年（昭和11年）7月8日 - 1984年（昭和59年）7月17日）とは、栃木県芳賀郡益子町の益子焼の陶芸家である。
濱田庄司の同志として「民芸品としての益子焼」の発展普及に貢献した陶芸家・佐久間藤太郎の4男であり
、藤太郎亡き後の「佐久間窯」を継ぎ3代目となり、窯元の名称を「佐久間藤太郎窯」と改称した人物である。

## 生涯
1936年（昭和11年）
7月8日、益子焼の陶芸家である佐久間藤太郎の4男として益子町に生まれる。
藤太郎の窯元である「佐久間窯」の生まれのため、生まれた時から陶土に囲まれていた。賢司の生まれた頃の佐久間窯は、藤太郎を中心として16人もの陶工とその家族が陶器作りに働いていた。そんな環境にあったため、物心付く頃には既に十分過ぎるほどに陶土に馴染んでいた。
栃木県立真岡高等学校を卒業後、一時は上京したものの、すぐにUターンして益子に帰郷し「佐久間窯」に入り、なんとなく窯の仕事の手伝いをしていた。ところが窯を継ぐはずだった長兄の佐久間孝雄がアメリカに定住してしまい、賢司が「佐久間窯」を継ぐことになった。
「佐久間窯」は食器を主に作陶していた。賢司は湯飲みばかりを轆轤で挽かされていた。父・藤太郎は何かにつけて「お前は花瓶なんか作ってもどうってこたない」と賢司を怒鳴り付けていた。賢司には作陶や益子焼に対する熱意という大層な考えは持っていなかった。
しかしそれでも日々、作陶に打ち込む父・藤太郎の姿を見ていくことで自然と研鑽は積み重ねられていった。
ある日、藤太郎は賢司に登り窯の内の一室を「これで好きなものを作れ」と分け与えた。賢司を一人前として独立させる目処が立ったと判断したからであった。
1961年（昭和36年）、藤太郎の元で修行に入ってから7年目の冬に、賢司は自分の登り窯を益子の「道祖土（さやど）」に築窯し「株式会社 益子民芸」を設立。「佐久間窯」から、そして父・藤太郎の下から独立した。
独立はしたものの、賢司の作品の販路は充実していなかった。また人手も少なく一窯を焼く為の作品の数を埋めるののに4、5ヶ月も費やしていた。注文も全く来ず、自分から売り込んで作品を買って貰おうとするが、それでもなかなか売れなかった。そんな楽では全くなかった苦境の中、父・藤太郎は東京の陶器商にこっそり声を掛け、さり気なく援助をしていたという。
そして1976年（昭和51年）1月20日、益子焼の名工・佐久間藤太郎が永眠した。
同年5月、賢司は「佐久間窯」を継ぎ、同時に「益子民芸」と「佐久間窯」を合併させ、窯元の名称を「佐久間藤太郎窯」と改称した。そして父・藤太郎の細工場が賢司の仕事場となった。
また同年、紺綬褒章を受章した。
1979年（昭和54年）、賢司は藤太郎の足跡を集めた「佐久間藤太郎記念棟」を自宅と佐久間窯の敷地内に設立した。
父・藤太郎が目指した道を探りながら歩み、いつかは父を越えたい。それが賢司の励みになった。そして賢司の作品は父親・佐久間藤太郎に似てきた、という声も聞かれるようになっていった。賢司にとって佐久間藤太郎は師であり、藤太郎とは親子なんだから、親父の作風を受け止めるし似てくるものだ。父・藤太郎に似た自分の作品を見て、益子焼の良さを感じた人がまた懐かしさを覚える。それが益子焼の本来の姿なのではないか。賢司はそう考えるようになった。その一方で、決して父・藤太郎の真似事だけではなく、賢司自身の作風を見せ始めようとしている、と評され始めてもいた。そして民芸風な益子焼の担い手となる、と期待されていた。そんな矢先のことだった。
1984年（昭和59年）7月17日、佐久間賢司は胃癌により獨協医科大学病院で48歳の若さで急逝した。
こうして賢司が歩むはずだった「佐久間藤太郎窯の仕事の継承と発展」は、賢司の長男であり4代目を継ぐことになった佐久間藤也に受け継がれることになった。

## 弟子
- 田中清[20][21][22][23]：陶房壱清[22]
- 松下忠生[24]：泥部窯[24]